# Van Halen
Van Halen (uitspraak: ven heelen) was een Amerikaanse hardrockband, opgericht door de van oorsprong Nederlandse broers Eddie en Alex Van Halen.
De band is vooral bekend om de 'two-hand tapping'-gitaartechniek van Eddie en het flamboyante podiumgedrag van hun eerste zanger, David Lee Roth. Roth wordt gezien als de man die de grenzen tussen hard rock en showbusiness minder scherp heeft gemaakt en de standaard leren-jacks-met-spijkerbroeken-cultuur heeft doorbroken. Onder rockmuzikanten wordt Eddie Van Halen als een zeer invloedrijk rockgitarist gezien. Vrijwel iedere rockgitarist van de 21e eeuw is direct of indirect door hem beïnvloed. Ook op het gebied van gitaarversterking, gitaareffecten en gitaarontwerp is Eddie verantwoordelijk voor vernieuwingen, die door diverse fabrikanten (onder andere Charvel, Kramer, Ernie Ball, Peavey, Fender) ook in productie zijn genomen en waar hij (tegen betaling) zijn naam aan verbond.
Van Halen werd in 2007 opgenomen in de Rock and Roll Hall of Fame.

## Geschiedenis

### Voor het ontstaan van de band
Eddie en Alex van Halen (beiden geboren in Amsterdam, uit ouders van Nederlands-Indische afkomst) studeerden allebei klassiek piano toen zij op school in aanraking kwamen met rock-'n'-roll. Al op jonge leeftijd begonnen zij hun eerste bandje: 'The Broken Combs'. Zij vormden later op de middelbare school in Pasadena een rockband en tijdens optredens kwamen ze in contact met zanger David Lee Roth. Onder de indruk van de broers trad Roth toe tot hun band, vlak daarna gevolgd door bassist Michael Anthony. Ze traden op onder de naam 'Mammoth', maar nadat bleek dat er al een band met die naam was, veranderden ze op aandringen van zanger Roth in 1974 hun naam in 'Van Halen'.

### Eerste succes
Naast covers speelden ze ook eigen nummers. Nadat ze een demo hadden opgenomen bij KISS-bassist Gene Simmons, stonden ze in 1977 in het Starwood Hotel waar twee medewerkers van Warner Bros aanwezig waren. De band kreeg een contract en studiotijd, en mede door de hulp van Simmons brachten ze in 1978 hun eerste album uit. Het debuutalbum bestaat vooral uit hardrockrepertoire. Dit debuutalbum werd onthaald als meesterwerk en na acht maanden was het album platina in Amerika. Vooral het gitaargeluid en de voor die tijd spectaculaire gitaartechniek met niet alleen 'two-hand tapping' (waarbij de gitaarhals met twee handen zeer snel wordt bespeeld), maar ook 'duikvluchten' met de whammy bar (een speciaal ontwikkeld vibrato-mechanisme) wekten bewondering. Door de vocale beperkingen van David Lee Roth moesten Eddie en Michael hun snaren een halve toon lager stemmen. Bekendste nummers van het debuutalbum zijn "Runnin' with the Devil" en de Kinks-cover "You Really Got Me".
Veel hardrockbands van naam hadden in die periode liever Van Halen niet in hun voorprogramma, omdat de band de hoofdact compleet overbodig maakte.
De volgende twee albums (Van Halen II en Women and Children First) werden net zo succesvol en Van Halen speelde nu optredens als hoofdact. De band maakte tevens indruk op het Pinkpopfestival van 1980. Het album Fair Warning uit 1981 scoorde wat minder, maar het daaropvolgende Diver Down uit 1982, dat grotendeels uit covers bestaat, was wel succesvol. Jan van Halen, vader van Eddie en Alex, speelt op dit album klarinet in het nummer "Big Bad Bill (is Sweet William Now)".
Hoewel in de VS en Europa (met name Nederland) zeer populair, waren de bandleden nog steeds geen supersterren. Eddie was wel geliefd bij gitaristen en won jaren achter elkaar allerlei 'polls' als beste gitarist. Dit zat David Lee Roth op den duur niet lekker, omdat dat de aandacht te veel op Eddie richtte. De superstatus werd uiteindelijk bereikt door het album 1984, dat mede door de wereldwijde hit "Jump" een groot succes werd. Het eveneens van dit album afkomstige "Hot for Teacher" met bijbehorende videoclip was destijds een echte MTV hit. Op dit album maakte de band voor het eerst gebruik van een synthesizer en hoewel David Lee Roth in het begin nog wat aarzelend stond tegenover het gebruik van elektronische muziekinstrumenten, werd de band geprezen om hun vernieuwende geluid.

### Eerste wrijvingen
Ondanks het succes van het album en verdere hitsingles "Panama" en "Hot for Teacher", waren er wrijvingen in de band. Roth was niet blij met het gastoptreden van Eddie in het nummer "Beat It" van Michael Jackson en de andere bandleden ergerden zich steeds meer aan het exorbitante gedrag van Roth, zowel op als buiten het podium. Omdat Roth naar het publiek toe op een handige manier de gevierde jongen speelde, was de omgang voor de rest van de band met hem bijna onmogelijk geworden. In 1985 bracht David Lee Roth een soloalbum uit (Crazy From the Heat). Toen hij vervolgens de opnamen van het nieuwe Van Halen-album traineerde, werd hij uit de band gezet. Roth maalde er niet om, want hij dacht dat Van Halen zonder hem ten dode was opgeschreven. Dit bleek een inschattingsfout te zijn.
Roth richtte een nieuwe band op, met onder andere Steve Vai en Billy Sheehan, en had daar enkele jaren succes mee. Maar ook in deze band zorgde het ego van Roth ervoor dat de andere bandleden niet met hem verder wilden.

### Nieuwe bezetting
Roth werd in Van Halen opgevolgd door Sammy Hagar en het eerste album in de nieuwe bezetting (5150) werd in 1986 een onverwacht groot succes. Het geluid verschoof van onvervalste hardrock naar stevige rockmuziek met popinvloeden en was daardoor voor een groter publiek aanvaardbaar. Hagar bleek als podiumartiest minder spectaculair dan Roth, maar had qua zangstem een groter bereik; en hij kon tevens gitaar spelen. De opvolgers van 5150 – in 1988 OU812 en in 1991 For Unlawful Carnal Knowledge – waren in de VS nog succesvol, maar daarbuiten nam de belangstelling voor de band af. Alleen in Nederland behield de band een fanatieke aanhang, en hun muziek werd door dj's zoals Alfred Lagarde, Jeroen van Inkel en Henk Westbroek nog met regelmaat op de nationale popzender Radio 3 gedraaid.
Volgens critici was het gitaarspel van Eddie begin jaren 1990 minder dan dat van de beginjaren. Eddie legde rond die jaren de aandacht meer op gehele nummers, en minder op langdurige gitaarsolo's.
Na het album Van Halen Live - Right Here, Right Now in 1993, werd in 1995 het album Balance uitgebracht. Later dat jaar trad Van Halen op zondag 28 mei op in het Goffertpark in Nijmegen, waar de broers zijn opgegroeid, als voorprogramma van Bon Jovi. Inmiddels waren er nieuwe wrijvingen binnen de band, ditmaal tussen Hagar en het management.

### Wisselende zangers
In 1996 begon Van Halen onverwacht met het opnemen van enkele nieuwe nummers met hun vorige zanger David Lee Roth, in de eigen 5150 Studio, als bonustoevoeging voor een album met muzikale hoogtepunten. Eddie wilde hiermee aftasten of een vernieuwde band met Roth haalbaar was. Toen Sammy Hagar van dit alles hoorde, was hij ontstemd en hij verliet de band. De gebroeders braken daarna echter toch weer met Roth, na nog wel gezamenlijk als band verschenen te zijn op de MTV Awards.
Roth werd opgevolgd door Gary Cherone, voorheen zanger bij Extreme. Het album Van Halen III uit 1998 werd gemengd ontvangen en was het slechtst verkopende album uit de geschiedenis van de band (slechts goud i.p.v multi-platina of diamant). Na 1 tournee stapte Gary Cherone dan ook op, maar dit keer in goed overleg en niet met knetterende ruzies. De band raakte in een impasse en de activiteiten werden op een laag pitje gezet.
In de lente van 2001 maakte Eddie bekend dat hij onder behandeling was voor kanker. In de zomer vertelde hij dat er genoeg nieuw materiaal was voor drie nieuwe albums, maar dat er nog geen nieuwe zanger was gevonden. In 2002 bleek Eddie gelukkig inmiddels vrij te zijn van kanker en hij kon zich weer volledig op de muziek richten, ondanks huwelijksproblemen met zijn vrouw, actrice Valerie Bertinelli. Er ontstonden echter problemen met uitgever Warner Bros, die weinig zin had om de band nog langer te steunen.
In 2004 maakte Eddie bekend dat Sammy Hagar weer zou terugkeren bij Van Halen en dat ze een grote tournee door de VS zouden gaan maken. Voor de promotie werd een verzamelalbum uitgebracht met als titel Best of Both Worlds, waarop drie nieuwe nummers staan. De tournee had redelijk succes. Tijdens het laatste concert, in Tucson, sloeg Eddie twee gitaren volledig aan puin, iets wat normaal niet bij zijn "podium act" hoort. Volgens een aantal fans kondigde hij daarmee symbolisch het definitieve einde van de band aan.

### Na 2004
Na de tournee trad de band niet meer gezamenlijk op en ze namen ook geen nieuw materiaal meer op. Bassist Michael Anthony kon wél goed opschieten met Hagar en ze speelden samen in verschillende gelegenheidsbands. In juli 2006 nam Eddie Van Halen 'solo' twee nummers op voor een pornofilm van Michael Ninn, getiteld Sacred Sin. De nummers, "Rise" en "Catherine", circuleren op het internet en kenmerken zich vooral door het nadrukkelijke accent op boventonen en door de afwezigheid van broer Alex op drums.
Op 2 februari 2007 maakte de band bekend dat zij opnieuw op tournee gingen met zanger David Lee Roth door de Verenigde Staten. Nieuw hierbij was dat bassist Michael Anthony, mede verantwoordelijk voor de kenmerkende achtergrondzang, gepasseerd werd ten faveure van Eddies zoon Wolfgang Van Halen op basgitaar. Een maand later maakte Eddie bekend dat hij in een afkickkliniek ging. Hierna begon de tournee, bestaand uit 34 Amerikaanse concerten, en deze werd een groot succes. Michael Anthony speelt sinds 2008 samen met Sammy Hagar, Joe Satriani en Chad Smith in de band Chickenfoot.
In de Guitar Hero-serie computerspellen kwam eind 2009 Guitar Hero: Van Halen uit. Het spel bevat 25 nummers van Van Halen, met David Lee Roth en Wolfgang Van Halen als zanger en bassist.
In januari 2012 verscheen het album A Different Kind of Truth, met daarvan de single "Tattoo". Het album bevat 40% aan eerder geschreven nummers, waaronder "She's the Woman" en "Bullethead". Van Halen maakte in het voorjaar van 2012 een succesvolle tournee door Noord-Amerika, waaronder tweemaal in een uitverkocht Madison Square Garden in New York. Een uitbreiding van die tournee werd later afgekapt, omdat Eddie Van Halen een ernstige aandoening aan zijn darmen bleek te hebben, die een half jaar hersteltijd vergde. In 2013 zou Van Halen de optredens voortzetten met bezoeken aan Japan en, naar men verwachtte, de VS en Europa. Bassist Wolfgang Van Halen speelt tijdelijk in de band van Mark Tremonti.
Mark Stone overleed eind september 2020.
Eddie Van Halen overleed aan de gevolgen van kanker op 6 oktober 2020.

## Leden

### Laatste samenstelling
- Eddie van Halen – gitaar (1972–2020; overleden in 2020), achtergrondzang (1974–2020), zang (1972–1974)
- Alex van Halen – drums (1972–2020)
- David Lee Roth – zang (1974–1985, 1996, 2007–2020)
- Wolfgang van Halen – basgitaar, achtergrondzang (2006–2020)

### Voormalige leden
- Mark Stone – basgitaar, achtergrondzang (1972–1974; overleden in 2020)
- Michael Anthony – basgitaar, achtergrondzang (1974–2006)
- Sammy Hagar – zang, gitaar (1985–1996, 2003–2005)
- Gary Cherone – zang (1996–1999)

## Discografie

### Albums
| Album met eventuele hitnotering(en) in de Nederlandse Album Top 100 | Datum van verschijnen | Datum van binnenkomst | Hoogste positie | Aantal weken | Opmerkingen   |
| ------------------------------------------------------------------- | --------------------- | --------------------- | --------------- | ------------ | ------------- |
| Van Halen                                                           | 10-02-1978            | 03-06-1980            | 10              | 13           |               |
| Van Halen II                                                        | 23-03-1979            | 14-04-1979            | 11              | 21           |               |
| Women and children first                                            | 26-03-1980            | 19-04-1980            | 3               | 18           |               |
| Fair warning                                                        | 29-04-1981            | 30-05-1981            | 13              | 5            |               |
| Diver down                                                          | 14-04-1982            | 15-05-1982            | 28              | 1            |               |
| 1984 (MCMLXXXIV)                                                    | 09-01-1984            | 28-01-1984            | 8               | 7            |               |
| 5150                                                                | 24-03-1986            | 19-04-1986            | 30              | 14           |               |
| OU 812                                                              | 24-05-1988            | 11-06-1988            | 22              | 4            |               |
| For unlawful carnal knowledge                                       | 17-04-1991            | 06-07-1991            | 24              | 10           |               |
| Live: Right here, right now                                         | 23-02-1993            | 06-03-1993            | 8               | 16           | Livealbum     |
| Balance                                                             | 24-01-1995            | 04-02-1995            | 5               | 21           |               |
| Best of - Volume 1                                                  | 22-10-1996            | 02-11-1996            | 15              | 28           | Verzamelalbum |
| Van Halen III                                                       | 17-03-1998            | 28-03-1998            | 24              | 5            |               |
| Best of both worlds                                                 | 20-07-2004            | -                     | -               | -            | Verzamelalbum |
| A different kind of truth                                           | 03-02-2012            | 11-02-2012            | 12              | 8            |               |
| Tokyo dome in concert                                               | 31-03-2015            | 04-04-2015            | 48              | 2            | Livealbum     |

| Album met hitnotering(en) in de Vlaamse Ultratop 200 albums | Datum van verschijnen | Datum van binnenkomst | Hoogste positie | Aantal weken | Opmerkingen |
| ----------------------------------------------------------- | --------------------- | --------------------- | --------------- | ------------ | ----------- |
| A different kind of truth                                   | 2012                  | 11-02-2012            | 51              | 3            |             |

### Singles
| Single met eventuele hitnotering(en) in de Nederlandse Top 40 | Datum van verschijnen | Datum van binnenkomst | Hoogste positie | Aantal weken | Opmerkingen                               |
| ------------------------------------------------------------- | --------------------- | --------------------- | --------------- | ------------ | ----------------------------------------- |
| You really got me                                             | 1978                  | 01-04-1978            | tip15           | -            |                                           |
| Ain't Talkin' 'bout Love                                      | 1978                  | -                     | -               | -            |                                           |
| Runnin' with the devil                                        | 1978                  | 03-05-1980            | 8               | 11           | Nr. 2 in de Single Top 100                |
| Pretty woman                                                  | 1982                  | 27-02-1982            | 33              | 3            | Nr. 28 in de Single Top 100               |
| Hot for teacher                                               | 1984                  | -                     | -               | -            | -                                         |
| Jump                                                          | 1984                  | 11-02-1984            | 29              | 4            | Nr. 34 in de Single Top 100               |
| Why can't this be love                                        | 1987                  | 31-01-1987            | 16              | 8            | Nr. 15 in de Single Top 100 / Alarmschijf |
| Jump (Live)                                                   | 1993                  | 13-03-1993            | 17              | 7            | Nr. 12 in de Single Top 100               |
| Can't stop lovin' you                                         | 1995                  | -                     | -               | -            |                                           |
| Don't tell me                                                 | 1995                  | 18-02-1995            | 34              | 2            | Nr. 31 in de Single Top 100               |

| Single met hitnotering(en) in de Vlaamse Ultratop 50 | Datum van verschijnen | Datum van binnenkomst | Hoogste positie | Aantal weken | Opmerkingen                 |
| ---------------------------------------------------- | --------------------- | --------------------- | --------------- | ------------ | --------------------------- |
| Runnin' with the devil                               | 1980                  | -                     |                 |              | Nr. 11 in de Radio 2 Top 30 |
| Jump                                                 | 1984                  | -                     |                 |              | Nr. 17 in de Radio 2 Top 30 |

### NPO Radio 2 Top 2000
| Nummers met noteringen in de NPO Radio 2 Top 2000 | '99 | '00 | '01 | '02 | '03 | '04 | '05 | '06 | '07 | '08 | '09 | '10 | '11 | '12 | '13 | '14 | '15  | '16  | '17  | '18  | '19  | '20  | '21  | '22  | '23  | '24  |
| ------------------------------------------------- | --- | --- | --- | --- | --- | --- | --- | --- | --- | --- | --- | --- | --- | --- | --- | --- | ---- | ---- | ---- | ---- | ---- | ---- | ---- | ---- | ---- | ---- |
| Ain't Talkin' 'bout Love                          | -   | -   | -   | -   | -   | -   | -   | -   | -   | -   | -   | -   | -   | -   | -   | -   | -    | -    | -    | -    | -    | -    | 1979 | -    | -    | -    |
| Hot for Teacher                                   | -   | -   | -   | -   | -   | -   | -   | -   | -   | -   | -   | -   | -   | -   | -   | -   | -    | -    | -    | -    | -    | 1713 | -    | -    | -    | -    |
| Jump                                              | 181 | 111 | 194 | 246 | 255 | 348 | 370 | 375 | 500 | 349 | 519 | 555 | 542 | 449 | 483 | 459 | 571  | 636  | 565  | 650  | 581  | 290  | 428  | 564  | 620  | 706  |
| Panama                                            | -   | -   | -   | -   | -   | -   | -   | -   | -   | -   | -   | -   | -   | -   | -   | -   | -    | -    | -    | -    | -    | 1472 | 1670 | 1845 | 1854 | 1777 |
| Runnin' with the Devil                            | -   | 250 | 303 | 359 | 232 | 352 | 492 | 517 | 754 | 458 | 481 | 547 | 532 | 443 | 392 | 360 | 485  | 490  | 576  | 634  | 677  | 318  | 565  | 653  | 630  | 775  |
| Why Can't This Be Love                            | -   | -   | -   | -   | -   | -   | -   | -   | -   | -   | -   | -   | -   | -   | -   | -   | 1356 | 1588 | 1556 | 1621 | 1555 | 1064 | 1621 | 1682 | 1788 | 1871 |
| You Really Got Me                                 | -   | -   | -   | -   | -   | -   | -   | -   | -   | -   | -   | -   | -   | -   | -   | -   | -    | -    | -    | -    | -    | 1874 | -    | -    | -    | -    |

1. ↑  Een '-' betekent dat het nummer niet was genoteerd en een vetgedrukt getal geeft de hoogste notering van een nummer aan.